# Beck – Den gråtande polisen
Beck – Den gråtande polisen är svensk TV-film från 2022. Filmen är den fjärde i åttonde säsongen baserade på Sjöwall Wahlöös fiktiva polis Martin Beck. Den är regisserad av Lisa Ohlin, med manus skrivet av Fredrik Agetoft.
Filmen hade premiär på streamingtjänsten C More den 18 mars 2022, och visades på TV4 längre fram.
Namnet på filmen är en referens till Sjöwall Wahlöös deckare Den skrattande polisen (1968). Bland andra referenser till tidigare filmer från filmserien återfinns en buss samt poliserna Kristiansson och Kvant. En scen när Martin Beck syns hållande i en leksaksbil modell Volkswagen Typ 1 refererar till filmen Mannen på taket (1976) där mannen på taket, Åke Eriksson, kör just en sådan.

## Rollista
| - Peter Haber – Martin Beck - Valter Skarsgård – Vilhelm Beck - Jennie Silfverhjelm – Alexandra Beijer - Martin Wallström – Josef Eriksson - Måns Nathanaelson – Oskar Bergman - Anna Asp – Jenny Bodén - Jonas Karlsson – Klas Fredén - Elmira Arikan – Ayda Çetin - Ingvar Hirdwall – Grannen - Helmon Solomon – Rebecka Kullgren - Åsa Karlin – Bergström - Jakob Eklund – Börje Järnlund - Elina du Rietz – Ellinor Kristiansson - Joakim Sällquist – Ulf Kvant - Jesper Söderblom – Karim | - Hannes Alin – Tore - David Lenneman – Victor Palmklint - Mikael Almqvist – Sverker - Emil Hedayat – Sebastian - Hanna Ullerstam – Kitty - Anna Maria Granlund – Maria - Astrid Assefa – Joanna - Per Burell – Hubert - Senait Imbaye – Elsa - Camilla Larsson – Rättsläkaren - Annika Nordin – Kerstin - Michael Segerström – Gullis - Ronja Svedmark – Stine - Jenny Strömstedt – Programledaren - Anders Pihlblad – Programledaren |